# 38.ª Brigada Mixta (Ejército Popular de la República)
La 38.ª Brigada Mixta fue una unidad del Ejército Popular de la República que participó en la Guerra Civil Española. A lo largo de la contienda llegó a operar en los frentes del Centro, Aragón, Segre y Cataluña.

## Historial
La unidad, creada el 31 de diciembre de 1936, fue formada en base a las fuerzas de la columna «Perea» y recibió inicialmente la denominación de brigada mixta «Z». La jefatura de la misma recayó en el capitán de caballería Joaquín Zulueta Isasi. La unidad guarnecía el sector de Pozuelo cuando el 4 de enero de 1937 hubo de hacer frente a una ofensiva franquista, debiendo retirarse hacia la zona de la Casa de Campo —debiendo defender el puente de los Franceses—; en el transcurso de la lucha el jefe de la brigada, Zulueta, resultó herido y hubo de ser reemplazado por el comandante de infantería Antolín Serrano García (sustituido a finales de mes por el mayor Mariano Tomás Lozano). La 38.ª BM fue adjudicada a la 5.ª División, no llegando a tomar parte en operaciones militares de relevancia. En junio pasó a formar parte de la 17.ª División.
En marzo de 1938, tras el comienzo de la ofensiva franquista en el frente de Aragón, la brigada fue enviada desde el frente del Centro hasta Caspe, población a la que llegó el 11 de marzo; una vez allí integrada en la 45.ª División. Sin embargo, de la subsiguiente lucha contra las fuerzas franquistas solo consiguieron salir relativamente intactos dos batallones. Los restos de la 38.ª BM lograron pasar al norte del río Ebro, donde estarían agregados brevemente a la Agrupación Autónoma del Ebro. Con posterioridad la unidad será agregada a la 72.ª División, quedando destacada en el frente del Segre. Al comienzo de la ofensiva de Cataluña, a finales de año, la 38.ª BM —al igual que el resto de la división— quedó gravemente quebrantada por el ataque enemigo, viéndose obligada a retirarse. Sus restos cruzarían la frontera francesa por el Coll de Ares.

## Mandos
Comandantes
- Capitán de caballería Joaquín Zulueta Isasi;[10]
- Comandante de infantería Antolín Serrano García;
- Mayor de milicias Mariano Tomás Lozano;
- Mayor de milicias José Pellisó Martín;[11]
- Mayor de milicias Francisco Mari Morante;

Jefes de Estado Mayor
- mayor de milicias Isidoro Mari Morante;